# 816
Раннє Середньовіччя. Епоха вікінгів. Реконкіста.
У Східній Римській імперії триває правління Лева V Вірменина. У Франкському королівстві триває правління Людовика Благочестивого. Північ Італії належить Франкському королівству, Рим і Равенна під управлінням Папи Римського, герцогства на південь від Римської області незалежні, деякі області на півночі та на півдні належать Візантії. Піренейський півострів, окрім Королівства Астурія, займає Кордовський емірат. В Англії триває період гептархії. Існують слов'янські держави: Карантанія, як васал Франкського королівства, та Перше Болгарське царство.
Аббасидський халіфат очолює аль-Мамун. У Китаї править династія Тан. Велика частина Індії під контролем імперії Пала. У Японії триває період Хей'ан. Хозарський каганат підпорядкував собі кочові народи на великій степовій території між Азовським морем та Аралом. Територію на північ від Китаю займає Уйгурський каганат.
На території лісостепової України в IX столітті літописці згадують слов'янські племена білих хорватів, бужан, волинян, деревлян, дулібів, полян, сіверян, тиверців, уличів. У Північному Причорномор'ї співіснують різні кочові племена, зокрема булгари, хозари, алани, тюрки, угри, кримські готи. Херсонес Таврійський належить Візантії.

## Події
- Розпочався понтифікат Стефана IV (V).
- Папа Римський Стефан IV (V) висвятив Людовика Благочестивого римським імператором.
- На території сучасного Азербайджану розпочалося повстання хурамітів під проводом Бабека.
- Франки відбили напад маврів на Іспанську марку.
- Астурійці і баски зазнали поразки від Кордовського емірату.
- Японський чернець Кукай заснував монастир Конґобу езотеричного буддизму.